# Arcidiecéze Regina
Arcidiecéze Regina (latinsky Archidioecesis Reginatensis) je římskokatolická arcidiecéze na území kanadské provincie Saskatchewan se sídlem v Regina, kde se nachází katedrála P. Marie Růžencové. Tvoří součást kanadské církevní oblasti Východ. Současným reginským arcibiskupem je Donald Bolen.

## Církevní provincie
Jde o metropolitní arcidiecézi, která zahrnuje část území provincie Québec a jíž jsou podřízena tato sufragánní biskupství:
- Diecéze Prince-Albert,
- Diecéze Saskatoon.

## Stručná historie
Diecéze Regina vznikla v roce 1910, původně sufragánní vůči arcidiecézi Saint-Boniface, z jejíhož teritoria byl vyčleněna. Roku 1915 ji papež Benedikt XV. povýšil na metropolitní arcidiecézi.